# Aleksander Jasiński-Sas

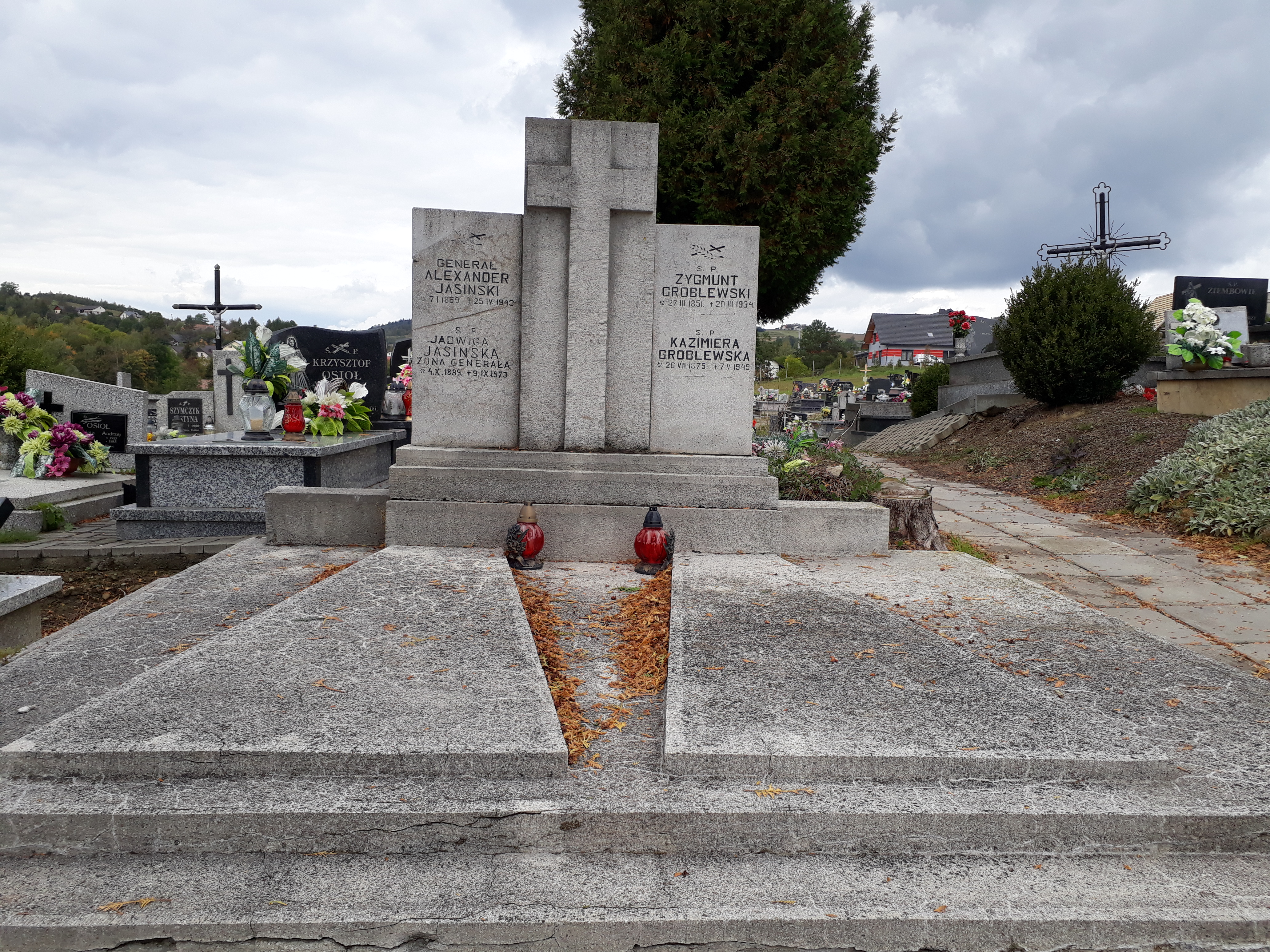
grób Aleksandra Jasińskiego

Aleksander Walenty Jasiński-Sas herbu Sas (ur. 7 stycznia 1869 we Lwowie, zm. 25 kwietnia 1943) – tytularny generał brygady Wojska Polskiego.

## Życiorys
Aleksander Walenty Jasiński-Sas urodził się 7 stycznia 1869 we Lwowie, w rodzinie Aleksandra i Marii z domu Krzywda. Ukończył gimnazjum we Lwowie, maturę zdał w C. K. Gimnazjum w Brzeżanach w 1886 roku. W tym samym roku rozpoczął trwającą do 1918 roku służbę w kawalerii cesarskiej i królewskiej armii. Kształcił się w Akademii Wojskowej w Wiedniu. Służył m.in. w 7 i 2 pułku ułanów Austro-Węgier, brał udział w I wojnie światowej. W okresie od 1 listopada 1918 roku do 20 maja 1919 roku przebywał w ukraińskiej niewoli.
26 maja 1919 roku został przyjęty do Wojska Polskiego i wyznaczony na stanowisko prezesa komisji remontowej w Tarnowie. W czasie wojny polsko-bolszewickiej dowodzi 9 pułkiem strzelców granicznych. 29 maja 1920 roku został zatwierdzony z dniem 1 kwietnia 1920 roku w stopniu pułkownika jazdy, w „grupie byłej armii austro-węgierskiej”. Od lipca 1920 do stycznia 1921 roku  pełnił funkcję inspektora jazdy w Dowództwie Okręgu Generalnego „Pomorze”. 1 lutego 1921 roku został dowódcą miasta Lwowa. Od 1 czerwca 1921 roku jego oddziałem macierzystym był 1 pułk strzelców konnych. Z dniem 1 września 1922 roku został przeniesiony w stan spoczynku z prawem noszenia munduru.
26 października 1923 roku Prezydent RP Stanisław Wojciechowski zatwierdził go w stopniu tytularnego generała brygady.
Na emeryturze mieszkał we Lwowie. Dalsze losy nieznane. Wraz z żoną spoczywa na cmentarzu parafialnym w Bystrej koło Gorlic.